# Elmegyek, elmegyek
Az Elmegyek, elmegyek magyar népdal. Kodály Zoltán gyűjtötte Kászonimpéren 1912-ben.
Ballagáskor gyakran énekelt dal. Dallamára énekelhető a 139. zsoltár.

## Feldolgozások
| Szerző          | Mire                       | Mű                                                           | Előadás |
| --------------- | -------------------------- | ------------------------------------------------------------ | ------- |
| Kodály Zoltán   | daljáték                   | Székely fonó, 1. dal                                         | [ 2 ]   |
| Kodály Zoltán   | ének, zongora              | Magyar népzene énekhangra és zongorára, VIII. kötet, 46. dal |         |
| Petres Csaba    | két furulya                | Tarka madár, 38. kotta                                       |         |
| Máriássy István | zongora vagy ének és gitár | Elindultam szép hazámból, 14. kotta                          |         |
| Ludvig József   | ének, gitárakkordok        | Ballag már a vén diák, 7. oldal                              |         |

## Kottája és dallama
| Elmegyek, elmegyek, hosszú útra megyek, hosszú út porából köpönyeget veszek. | Búval és bánattal kizsinóroztatom, sűrű könnyeimmel kigomboztattatom. | Fúdd el, jó szél, fúdd el hosszú útnak porát. Hosszú útnak porát, az én szívem búját! |

## Felvételek
- Varvari Gabriella (YouTube)
- Ballagási Dalok 1'40''–3'22'' (YouTube)
- Ballagási dalok 1'10''–1'55'' (YouTube)